# Neill S. Brown

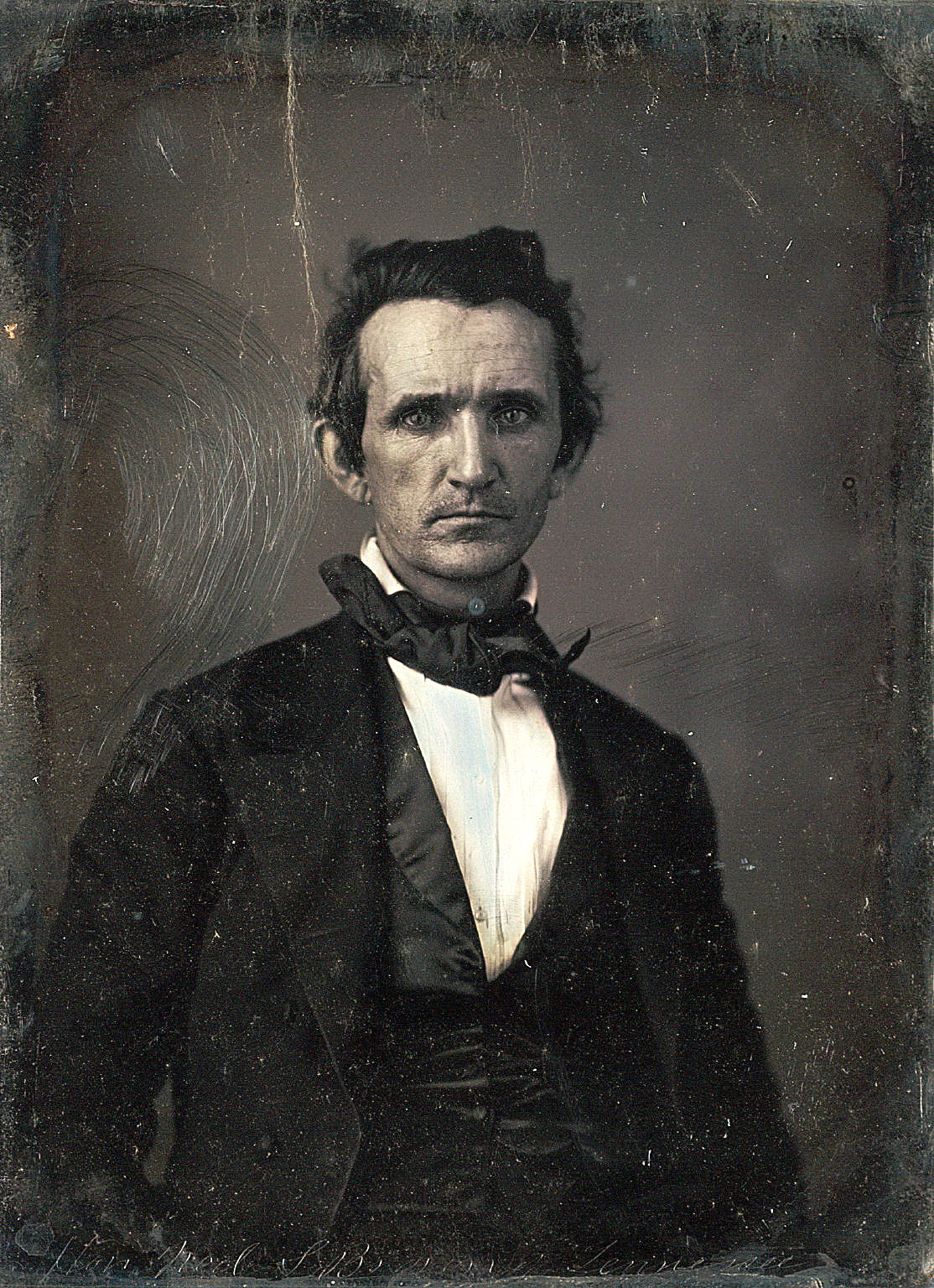
Neill S. Brown (1849)

Neill Smith Brown (* 18. April 1810 im Giles County, Tennessee; † 30. Januar 1886) war ein US-amerikanischer Politiker und der 14. Gouverneur des Bundesstaates Tennessee.

## Frühe Jahre und politischer Aufstieg
Neill Brown hatte sich seine Schulbildung größtenteils selbst angeeignet. 1831 studierte er an der Manual Labor Academy, aus der später das Jackson College hervorging. Ein Jurastudium finanzierte er durch eine Tätigkeit als Lehrer. 1834 wurde er als Rechtsanwalt zugelassen und ein Jahr später eröffnete er eine Kanzlei im Giles County. 1836 nahm er am Seminolenkrieg teil.
Als Angehöriger der Whig-Partei wurde er 1837 für zwei Jahre in das Repräsentantenhaus von Tennessee gewählt. Im Jahr 1843 bewarb er sich erfolglos um einen Sitz im Kongress der Vereinigten Staaten, vier Jahre später kandidierte er gegen Amtsinhaber Aaron V. Brown für das Amt des Gouverneurs von Tennessee. Er konnte diese Wahl knapp für sich entscheiden. Ein Grund für seinen Wahlsieg war, trotz des Sieges gegen Mexiko, die Kriegsmüdigkeit der Amerikaner. Das sollte sich auch ein Jahr später bei den Präsidentschaftswahlen zeigen, als mit Zachary Taylor ein Kandidat der Whigs gewählt wurde.

## Gouverneur von Tennessee
Obwohl seine Partei in beiden Kammern der Tennessee General Assembly die Mehrheit hatte, konnte er als Gouverneur nicht viel bewegen. Ein Gesetz zu einer Schulreform scheiterte in der Praxis an der Durchführung in den einzelnen Bezirken. Bemerkenswert ist, dass in seiner Zeit die Ära der Telegraphie auch in Tennessee begann. Im Jahr 1849 unterlag Brown bei den Gouverneurswahlen seinem demokratischen Herausforderer William Trousdale. 
1850 wurde der Ex-Gouverneur von Präsident Taylor als Nachfolger von Arthur P. Bagby zum Botschafter in Russland ernannt. Dieses Amt behielt er bis 1852. Von 1855 bis 1857 war er wieder Abgeordneter im Repräsentantenhaus von Tennessee und zeitweise Speaker des Hauses. Da sich die Whigs inzwischen mehr oder weniger aufgelöst hatten, schloss sich Brown nun der American Party an. 1861, zu Beginn des Bürgerkrieges, gehörte er dem Militär- und Finanzausschuss des Staates an. 1870 war er Delegierter auf dem verfassungsgebenden Konvent von Tennessee. Später war er wieder als Anwalt tätig. Neill Brown starb am 30. Januar 1886.
Mit seiner Frau Mary Ann, mit der er seit 1839 verheiratet war, hatte er acht Kinder. Sein jüngerer Bruder John war zwischen 1871 und 1875 Gouverneur von Tennessee.